# Lazare Meerson
Lazare Meerson, russisch Лазарь Меерсон, (* 26. Junijul. / 8. Juli 1897greg. in Warschau, Russisches Kaiserreich; † 28. Juni 1938 in London) war ein russisch- und polnischstämmiger Filmarchitekt mit herausragender Karriere beim französischen Vorkriegskino.

## Leben
Meerson floh aus dem bürgerkriegsgeschüttelten Russland und fand zunächst eine neue Heimat im Berlin der frühen 1920er Jahre. Dort knüpfte er erste Kontakte zum Film, ohne jedoch Gelegenheit für eigene Dekorationsentwürfe zu erhalten. 1924 ging Meerson nach Paris. Dort wurde er von ‘Albatros’, einer in Montreuil von Exilrussen gegründeten Produktionsfirma, eingestellt und lernte recht bald die führenden Vertreter der cinéphilen Avantgarde des Landes, darunter Louis Delluc, René Clair, Marcel L’Herbier und Jacques Feyder, kennen.
Der gebürtige Brasilianer Alberto Cavalcanti holte Meerson Ende 1924 als Assistent an seine Seite bei L’Herbiers Inszenierung „Mattia Pascal“ (Feu Mathias Pascal). Schon wenige Wochen später, bei Feyders „Heimweh nach der Gasse“, durfte er erstmals eigenständig Filmbauten entwerfen. Meersons Dekorationen evozierten oft schöne, irreale Welten und kreierten romantische Blickwinkel auf das großstädtische Leben. Er schuf mit seinen Dekorationen aber auch realistische wie düsteren Momentaufnahmen aus der Lebens- und Arbeitswelt des modernen Menschen. Seine Kinobauten bestimmten in hohem Maße den poetischen Realismus des französischen Films der 1930er Jahre; vor allem die Werke Feyders und Clairs profitierten in hohem Maße von Meersons Raumgestaltung. Bei der Oscarverleihung 1932 war er für Es lebe die Freiheit für den Oscar für die besten Filmbauten nominiert.
Historisierende Ausstattungsfilme wie Feyders „Die klugen Frauen“, den Meerson im Stile eines niederländischen Sittenbildes aus der Renaissance gestaltete, blieben die Ausnahme in seinem Œuvre. 1936 übersiedelte Meerson nach London, wo er Clairs und Feyders nicht sehr erfolgreiche fremdsprachige Inszenierungen „Gewagtes Spiel“ und „Tatjana“ mit Marlene Dietrich ausstattete. Daneben entstanden aber auch zwei Meisterwerke des britischen Vorkriegskinos: Während Meerson in Feuer über England das prunkvoll-höfische England zur Zeit Elisabeth I. wiederaufleben ließ, beschwor er in der Adaption von A. J. Cronins Die Zitadelle die Welt bettelarmer, von Krankheiten geplagter Waliser Bergarbeiterfamilien.
Lazare Meerson starb völlig überraschend im Juni 1938, nur wenige Wochen nach Ende der Dreharbeiten zu diesem, seinem besten britischen Film. Der Bruder des Modefotografen Harry Meerson war bis zu seinem Tode mit der ebenfalls aus Russland stammenden Balletttänzerin und Model Mary Meerson verheiratet.

## Filmografie
- 1925: Heimweh nach der Gasse (Gribiche)
- 1926: Carmen
- 1926: Das seltsame Abenteuer eines Piloten (La proie du vent)
- 1927: Der Florentiner Hut
- 1927: Die beiden Schüchternen (Les deux timides)
- 1928: Geld! Geld!! Geld!!! (L’argent)
- 1929: Die neuen Herren (Les Nouveaux messieurs)
- 1929: Cagliostro (Cagliostro)
- 1929: Le requin
- 1930: Unter den Dächern von Paris (Sous les toits de Paris)
- 1930: L’étrangère (und dt. Vers.: Die Fremde)
- 1930: Le mystère de la chambre jaune
- 1930: David Golder
- 1931: Das Ende der Welt (La fin du monde)
- 1931: Die Million (Le million)
- 1931: Es lebe die Freiheit (A nous la liberté)
- 1931: Le monsieur de minuit
- 1931: Jean de la lune
- 1931: Der Ball (und franz. Vers.: Le bal)
- 1931: Les cinq gentlemen maudits (und dt. Vers.: Die fünf verfluchten Gentlemen)
- 1931: Prisonnier de mon cœur
- 1931: Un coup de téléphone
- 1932: La femme en homme
- 1932: Conduisez-moi, Madame
- 1932: La femme nue
- 1932: Il a été perdu une mariée
- 1932: Der 14. Juli (Quatorze juillet)
- 1933: Rund um eine Million
- 1933: Ciboulette
- 1933: La femme invisible
- 1933: L’ange gardien
- 1933: Primerose
- 1933: Das große Spiel (Le grand jeu)
- 1933: Frauensee (Lac-aux-dames)
- 1933: Amok
- 1934: La banque Nemo
- 1934: Poliche
- 1934: L’Hôtel du libre-échange
- 1934: Zouzou
- 1934: Justin de Marseille
- 1934: Spiel in Monte Carlo (Pension Mimosas)
- 1935: Princesse Tam-Tam
- 1935: Die schönen Tage (Les beaux jours)
- 1935: Die klugen Frauen (und franz. Vers.: La kermesse héroique)
- 1936: Wie es euch gefällt (As You Like It)
- 1936: Feuer über England
- 1936: Tatjana (Knight Without Armour)
- 1937: The Return of the Scarlet Pimpernel
- 1937: South Riding
- 1937: The Divorce of Lady X
- 1938: Gewagtes Spiel (Break the News)
- 1938: Die Zitadelle